# ليلى (الأفلاج)
ليلى مدينة سعودية هي قاعدة محافظة الأفلاج التابعة لمنطقة الرياض. تقع على بعد 300 كلم جنوب مدينة الرياض. أخذت اسمها من ليلى العامرية (عشيقة) قيس بن الملوح، وقامت على أنقاض الجزء الغربي من قرية (النقية) التي قامت هي الأخرى على أنقاض الجزء الغربي من قرية (الهيصمية).

## السكان
بلغ عدد سكان ليلى 30906 نسمة في سنة 1431هـ/2010م.

## مكونات البلدة القديمة
تتكون البلدة من مجموعة من البيوت والقصور والمساجد والحصون والأبراج والسوق ومن أشهر قصورها قصر آل بازع والحجي والجبارين وقصر البطرة، وقد بنيت بيوتها التي كانت تأخذ الشكل المستطيل في غالب من دور أو دورين، ويتميز النسيج العمراني للبدة بتقارب البيوت وتجاورها، ويفصل بينهما ممرات طرق وضيقة، كذلك تتسم المنازل في البلدة ببساطتها وتماثلها والتي تحتوي على عناصر سكنية وغرف متعددة الوظائف: فهنالك المجلس مخصص للرجال واستقبال الضيوف، وغرف النوم، وغرف المعيشة، المخازن، والموقد والحوش، والروشن، وقد تمت زخرفة المساكن ببعض الزخارف والحليات المعمارية الجصية والطينية وخاصة في المجلس وعلى الواجهات الرئيسة، والتي بدورها زينت بالشرفات على كامل دروة السطح، وبرزت فيها الطرمة التي كانت تؤدي دورها في المراقبة والحماية.
وتتصف منازل البلدة بطرازها المعماري التقليدي والمتماشي مع الظروف المناخية والاجتماعية والأمنية، فنجد أن البيوت تنفتح على الداخل عن طريق فناء داخلي يحيط به رواق محمول على أعمدة وهذا يحقق الخصوصية للأسرة بالإضافة إلى تخفيف درجة الحرارة صيفاً والبرودة شتاءً، وقد استخدم الين اللبن في بناء الجدران التي كانت تشيد على قواعد حجرية، ثم تتم لياستها بطبقة من الطين والجص، واستخدمت جذوع أشجار الأثل وكذلك جريدة النخيل المغطى بطبقة من الطين للأسقف، وتحمل بعض الأسقف والأروقة أعمدة حجرية مكونة من قطع حجرية أسطوانية الشكل تسمى الخرز.

### ملخص المكونات
- أساسات من الحجر.
- الأسقف الخشبية مصنوعة من الأثل المغطى بسعف النخيل وطبقة من خليط الطين والتبن.
- القصور والحصون ذات حوائط سميكة مبنية بطريقة العروق وهي من أفضل طرق البناء بالطين لكنها تأخذ وقت طويل.
- المباني مغطاة بطبقة من اللياسة الخارجية خليط من الطين والتبن.
- فتحات الشبابيك مستطيلة الشكل عليها إطارات خشبية.
- الأبواب الرئيسة للمباني تتنوع مابين معدنية وخشبية وتعلوها اعتاب من الخشب.
- تتنوع ارتفاع المباني ما بين طابق إلى طابقين يبدأ من 3.5 إلى 7 متر شامل ارتفاع الدروة.
- معظم المباني الطينية حالياً غير مستخدمة.[6]